# 천사의 알
《천사의 알》(일본어: 天使のたまご 텐시노타마고[*])은 1985년 12월 15일에 도쿠마 쇼텐에서 발매된 일본의 오리지널 비디오 애니메이션이다. 아마노 요시타카와 오시이 마모루의 합작으로 제작되었으며, 대사는 극히 절제되어 있다.

## 주제
이 작품이 제작되기 전에 오시이는 기독교에 대한 신념을 상실하였으며, 《센시스 오브 시네마》(Senses of Cinema)는 한 사람의 신앙 체계의 붕괴에서 비롯된 존재론적 절망을 말하는 것으로 보인다고 논평하였다. 오시이 자신은 이 작품이 무엇에 관한 것인지 자신도 알지 못한다고 언급하였다.

## 평가
작품이 처음 공개되었을 때에는 긍정적인 평가를 받지 못하였고, 오시이도 "이 작품으로 인하여 몇 년 동안 일을 하지 못했다"고 말할 정도였다 그러나 이 작품은 "예술적 아니메이자 오시이의 감독으로서의 경력의 정점 중 하나"로 평가된다. 일본 대중 문화 비평가인 Brian Ruh는 "애니메이션이라는 매체를 통해 제작된 이 작품이 가장 아름답고 서정적인 영화"라고 평가하였다.
헬런 매카시(Helen McCarthy)는 이 작품을 "초현실적인 아름다움과 느린 전개는 선(禪)과 같은 분위기를 자아낸다"며 "상징적인 영화의 초기 걸작"으로 칭하였다. 도널드 윌러스(Donald C Willis)는 이 작품을 "좀처럼 잊을 수 없는 시적이고도 우울한 사이언스 판타지 영화이자 적어도 일본어 화자가 아닌 사람에게는 신비로운 작품"이라고 평가하였다. 윌러스는 또한 1987년과 1997년 사이에 제작된 영화 중에서 가장 기억에 남는 영화 중에 하나로 꼽았다.
오시이에 대한 《센시스 오브 시네마》의 기사에서 Richard Suchensk는 이 작품은 "오시이의 시각적 신화와 전형적 스타일의 가장 순수한 정수"라고 평가하며, "《패트레이버 2》가 더 세련되고, 《공각기동대》가 더 중요하며, 《아바론》이 신회적으로 더 복잡하지만, 《천사의 알》은 오시이의 가장 개인적인 작품으로 존속한다"라고 강조하였다."

## 참고 문헌
- Cavallaro, Dani (2006). 《The Cinema of Mamoru Oshii: Fantasy, Technology and Politics》. McFarland & Company. ISBN 0786427647.
- McCarthy, Helen (2009). 《500 Essential Anime Movies: The Ultimate Guide》. New York: Harper Design. ISBN 978-0061474507.
- Ruh, Brian (2004). 《Stray Dog of Anime: The Films of Mamoru Oshii》. New York: Palgrave Macmillan. ISBN 978-1-4039-6334-5.
- Willis, Donald C. (1997). 《Horror and Science Fiction Films IV》. Scarecrow Press. ISBN 0-8108-3055-8.